# Radionuklidgenerator

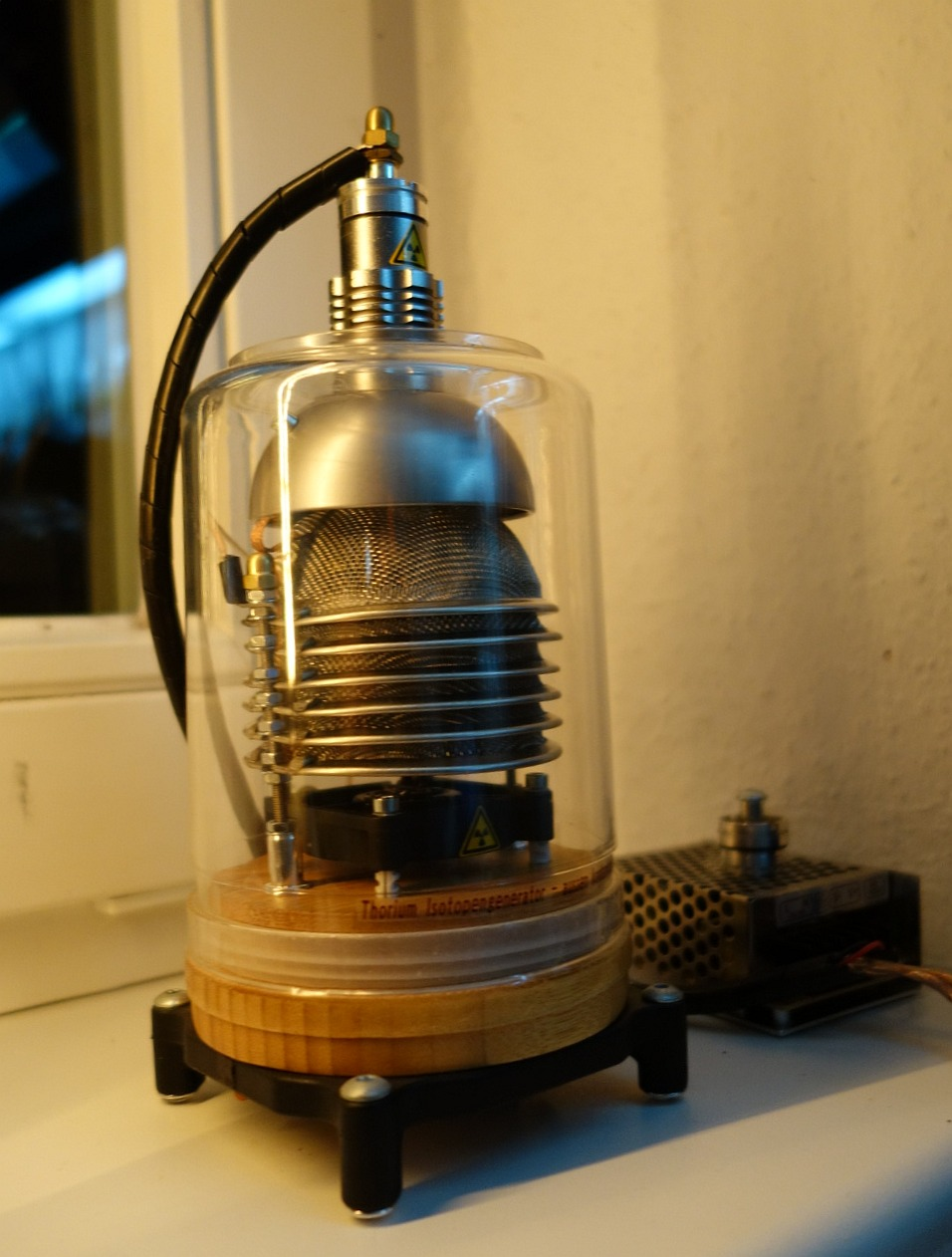
Modell einer Thorium-Kuh

Ein Radionuklidgenerator dient in der Forschung und Medizin zur Gewinnung von Radionukliden mit kurzen Halbwertszeiten. Hierbei wird von einem Mutternuklid mit einer größeren Halbwertszeit ein Tochternuklid abgetrennt. Es gibt eine Vielzahl von Radionuklidgeneratoren, die unterschiedliche Systeme von Mutter- und Tochternukliden enthalten.

## Beispiele

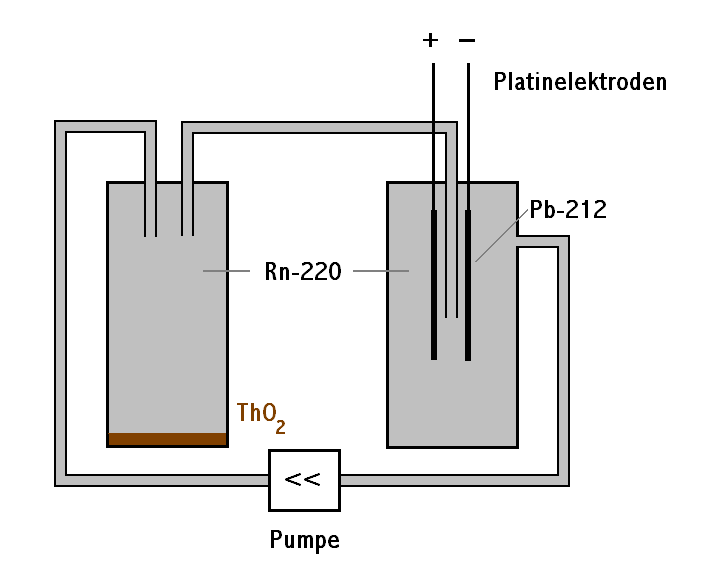
Radionuklidgenerator (Thorium-Kuh)

- Die Thorium-Kuh: Dieser Generator ist einer der ältesten. In einem Gefäß befindet sich natürliches Thorium (Th-232) in Form von Thoriumdioxid oder sein Zerfallsprodukt Th-228. Thorium zerfällt in das Edelgas Radon (Rn-220). Dieses wird in einem gesonderten Gefäß gesammelt. Rn-220 zerfällt schnell (Halbwertszeit 55s) über Po-216 zu Pb-212. Dieses Bleiisotop wird an einer negativen Platinelektrode abgeschieden und kann nach einiger Zeit abgelöst werden.
- 81m-Krypton-Generator: Das nach Bestrahlung von natürlichem Krypton gebildete Rubidium-81 wird an einem Kationenaustauscher adsorbiert. Am Verwendungsort wird das beim Zerfall von Rb-81 entstandene Kr-81m mit Luft herausgespült. Dieses Gemisch kann für Lungenuntersuchungen mit einer Gammakamera vom Patienten eingeatmet werden.
- Technetium-99m-Generator
- Gallium-68-Generator
- Cäsium-Barium-Generator